# Unione Rugby Capitolina 2005-2006

## I giocatori
- Allenatore: Massimo Mascioletti.
- Ruolo ala: Giorgio Fiorenzi, Valerio Santillo e Michele Sepe (gioca anche come estremo).
- Ruolo estremo: Alfredo De Angelis.
- Ruolo centro: Sebastian Caffaratti, Gonzalo Camardon, Nicola Cramarossa, Matteo Livadiotti e Cesare Marrucci.
- Ruolo mediano di mischia: Stefano Fortunato, Gabriele Gentile e Giulio Toniolatti.
- Ruolo mediano d'apertura: Juan Garcia Itturalde, Gregorio Rebecchini (gioca anche come ala) e Matteo Rebecchini.
- Ruolo pilone: Fabiano Accatino, Alessio Battisti, Giuseppe Cerqua, Nicolas De Gregori, Massimiliano Luise e Matteo Pietrosanti.
- Ruolo seconda linea: Tim Henwood, Alessandro Martire, Luca Mastrodomenico e Andrea Pegoretti.
- Ruolo tallonatore: Victor Jimenez e Simone Lorenzini.
- Ruolo terza linea: Andres Aguirre, Vincenzo Biondi, Alberto Budini, Andreas Gramajo, Alessio Murrazzani, Andrea Saccà, Edoardo Vaggi e Vincenzo Ventricelli.

## Partite disputate

### Serie A

#### Andata
- 25 settembre - Unione R. Capitolina - Livorno Rugby 47-0
- 2 ottobre - Marchiol San Marco - Unione R. Capitolina 7-47
- 9 ottobre - Piacenza R. Club - Unione R. Capitolina 6-32
- 16 ottobre - Unione R. Capitolina - I Cavalieri Prato 55-12
- 23 ottobre - Net.Com Lazio & Primavera - Unione R. Capitolina 13-43
- 30 ottobre - Unione R. Capitolina - Cus Firenze Giunti 64-15
- 6 novembre - Alghero Terra Sarda - Unione R. Capitolina 3-44
- 13 novembre - Rugby Brescia - Unione R. Capitolina 28-36
- 27 novembre - Unione R. Capitolina - Cus Verona 64-3
- 4 dicembre - AR Lyons Piacenza - Unione R. Capitolina 12-62
- 11 dicembre - Unione R. Capitolina - Rugby Bologna 1928 55-12

#### Ritorno
- 18 dicembre - Livorno Rugby - Unione R. Capitolina 8-62
- 8 gennaio - Unione R. Capitolina - Marchiol San Marco 38-7
- 15 gennaio - Unione R. Capitolina - Piacenza R. Club 1947 46-17
- 22 gennaio - I Cavalieri Prato - Unione R. Capitolina 7-53
- 19 febbraio - Unione R. Capitolina - Net.Com Lazio & Primavera 28-0
- 5 marzo - Cus Firenze Giunti - Unione R. Capitolina 10-43
- 26 marzo - Unione R. Capitolina - Alghero Terra Sarda 55-7
- 2 aprile - Unione R. Capitolina - Rugby Brescia 37-13
- 9 aprile - Cus Verona - Unione R. Capitolina 5-53
- 23 aprile - Unione R. Capitolina - AR Lyons Piacenza 115-0
- 30 aprile - Rugby Bologna 1928 - Unione R. Capitolina non disputata per rinuncia del Bologna

#### Semifinali promozione Super 10
- 7 maggio - Leonessa- Capitolina 13-43
- 14 maggio - Capitolina - Leonessa 28-6

#### Finale
- 21 maggio -  Capitolina - Rugby Roma 20-9